# Fattore di scala
Il fattore di scala (anche conosciuto come fattore di scala cosmico o fattore di Robertson-Walker) è un parametro adimensionale che caratterizza l'espansione relativa dell'universo; è inoltre un parametro chiave nelle equazioni di Friedmann.
Nelle prime fasi del Big Bang, la maggior parte dell'energia era sotto forma di radiazione e quella radiazione era l'influenza dominante sull'espansione dell'universo. Successivamente, con il raffreddamento dovuto all'espansione, i ruoli della materia e della radiazione cambiarono e l'universo entrò in un'era dominata dalla materia. Risultati recenti suggeriscono che l'era attuale dell'universo è dominata dall'energia oscura, ma l'analisi dei ruoli della materia e della radiazione è molto importante per la comprensione dell'universo primordiale.
Utilizzando il fattore di scala adimensionale per caratterizzare l'espansione dell'universo, le densità energetiche effettive della radiazione e della materia scalano in modo diverso. Questo porta a un'era dominata dalle radiazioni nell'universo primordiale, ma una transizione verso un'era dominata dalla materia in un secondo momento e, da circa 4 miliardi di anni fa, una successiva era dominata dall'energia oscura.

## Dettagli
Alcune informazioni sull'espansione possono essere ottenute da un modello di espansione newtoniano che porta a una versione semplificata dell'equazione di Friedmann. Mette in relazione la distanza propria (che può cambiare nel tempo, a differenza della distanza comovente {\displaystyle d_{C}} che è costante e fissata alla distanza attuale) tra due oggetti, ad esempio due ammassi di galassie, che si muovono secondo il flusso di Hubble in un universo FLRW in espansione (o contrazione) in un istante arbitrario {\displaystyle t} con la loro distanza a un certo istante di riferimento {\displaystyle t_{0}}. La relazione in formule è la seguente:
{\displaystyle d(t)=a(t)d_{0},\,}
dove {\displaystyle d(t)} è la distanza propria all'epoca {\displaystyle t}, {\displaystyle d_{0}} è la distanza al tempo di riferimento {\displaystyle t_{0}}, di solito anche detta distanza comovente, e {\displaystyle a(t)} è il fattore di scala. Quindi, per definizione, {\displaystyle d_{0}=d(t_{0})} e {\displaystyle a(t_{0})=1}.
Il fattore di scala è adimensionale, con {\displaystyle t} contato dalla nascita dell'universo e {\displaystyle t_{0}} fissato all'attuale età dell'universo, 13,799±0,021 giga-anni, fissando l'attuale valore di {\displaystyle a} come {\displaystyle a(t_{0})} o {\displaystyle 1} .
L'evoluzione del fattore di scala è un problema dinamico, determinato dalle equazioni della relatività generale, che vengono presentate nel caso di un universo localmente isotropo, localmente omogeneo dalle equazioni di Friedmann.
Il parametro di Hubble è definito come
{\displaystyle H(t)\equiv {{\dot {a}}(t) \over a(t)}}
dove il punto rappresenta una derivata temporale. Il parametro di Hubble varia con il tempo, non con lo spazio, e {\displaystyle H_{0}} è il valore corrente.
Dall'equazione precedente {\displaystyle d(t)=d_{0}a(t)} si può vedere che {\displaystyle {\dot {d}}(t)=d_{0}{\dot {a}}(t)}, e anche che {\displaystyle d_{0}={\tfrac {d(t)}{a(t)}}}, quindi combinando questi si ha 
{\displaystyle {\dot {d}}(t)={\frac {d(t){\dot {a}}(t)}{a(t)}}},
e sostituendo la definizione di cui sopra del parametro di Hubble si ottiene {\displaystyle {\dot {d}}(t)=H(t)d(t)} che è semplicemente la legge di Hubble.
Le prove attuali suggeriscono che il tasso di espansione dell'universo sta accelerando, il che significa che la derivata seconda del fattore di scala {\displaystyle {\ddot {a}}(t)} è positiva, o equivalentemente che la derivata prima {\displaystyle {\dot {a}}(t)} sta aumentando nel tempo. Ciò implica anche che una data galassia si allontana da noi con velocità crescente nel tempo, cioè che per quella galassia {\displaystyle {\dot {d}}(t)} sta aumentando con il tempo. Al contrario, il parametro di Hubble sembra diminuire con il tempo, il che significa che si considera una certa distanza fissa d e si guarda una serie di galassie diverse passare quella distanza, le galassie successive passerebbero quella distanza a una velocità inferiore rispetto a quelle precedenti.
Secondo la metrica di Friedmann-Lemaître-Robertson-Walker che viene utilizzata per modellizzare l'universo in espansione, se attualmente riceviamo luce da un oggetto distante con uno spostamento verso il rosso z, allora il fattore di scala nel momento in cui l'oggetto ha originariamente emesso quella luce è {\displaystyle a(t)={\tfrac {1}{1+z}}} .

## Cronologia

### Era dominata dalle radiazioni
Dopo l'inflazione, e fino a circa 47.000 anni dopo il Big Bang, la dinamica dell'universo primordiale era determinata dalla radiazione (che si riferisce generalmente ai costituenti dell'universo che si muovevano relativisticamente, principalmente fotoni e neutrini).
Per un universo dominato dalla radiazione l'evoluzione del fattore di scala nella metrica di Friedmann-Lemaître-Robertson-Walker si ottiene risolvendo le equazioni di Friedmann:
{\displaystyle a(t)\propto t^{1/2}.\,}

### Era dominata dalla materia
Tra circa 47.000 anni e 9,8 miliardi di anni dopo il Big Bang, la densità energetica della materia ha superato sia la densità energetica della radiazione che la densità energetica del vuoto.
Quando l'universo primordiale aveva circa 47.000 anni (con redshift 3600), la densità di massa-energia superava l'energia della radiazione, sebbene l'universo rimase otticamente denso alla radiazione fino a quando l'universo non ebbe circa 378.000 anni (redshift 1100).
Anche per un universo dominato dalla materia l'evoluzione del fattore di scala nella metrica di Friedmann-Lemaître-Robertson-Walker si ottiene facilmente risolvendo le equazioni di Friedmann :
{\displaystyle a(t)\propto t^{2/3}}

### Era dominata dall'energia oscura
Nella cosmologia fisica, l'era dominata dall'energia oscura è proposta come l'ultima delle tre fasi dell'universo conosciuto. L'era dominata dall'energia oscura è iniziata dopo l'era dominata dalla materia, cioè quando l'Universo aveva circa 9,8 miliardi di anni. Nell'era dell'inflazione cosmica si pensa che anche il parametro di Hubble fosse costante, quindi la legge di espansione dell'era dominata dall'energia oscura vale anche per il precedente inflazionistico del Big Bang.
Alla costante cosmologica viene assegnato il simbolo Λ e, considerato come un termine sorgente nell'equazione di campo di Einstein, può essere visto come equivalente a una "massa" di spazio vuoto, o energia oscura. Poiché questa aumenta con il volume dell'universo, la pressione di espansione è effettivamente costante, indipendente dalla scala dell'universo, mentre gli altri termini diminuiscono con il tempo. Così, poiché la densità di altre forme di materia - polvere e radiazione - scende a concentrazioni molto basse, il termine di costante cosmologica (o "energia oscura") finirà per dominare la densità di energia dell'Universo. Recenti misurazioni della variazione della costante di Hubble nel tempo, basate su osservazioni di supernove distanti, mostrano questa accelerazione nel tasso di espansione, indicando la presenza di tale energia oscura.
Per un universo dominato dall'energia oscura, l'evoluzione del fattore di scala nella metrica di Friedmann-Lemaître-Robertson-Walker si ottiene facilmente risolvendo le equazioni di Friedmann:
{\displaystyle a(t)\propto \exp(H_{0}t)}
Qui, il coefficiente {\displaystyle H_{0}} nell'esponenziale, cioè la costante di Hubble, è
{\displaystyle H_{0}={\sqrt {8\pi G\rho _{\mathrm {full} }/3}}={\sqrt {\Lambda /3}}.}
Questa dipendenza esponenziale dal tempo rende la geometria dello spaziotempo identica all'universo di de Sitter, e vale solo per un segno positivo della costante cosmologica, che è il caso secondo il valore attualmente accettato della costante cosmologica, Λ, che è circa 2×10−35 s−2. L'attuale densità dell'universo osservabile è dell'ordine di 9,44×10−27 kg/m³ e l'età dell'universo è dell'ordine di 13,8 miliardi di anni, o 4,358×1017 s. La costante di Hubble, {\displaystyle H_{0}}, è circa 70,88 km / (s Mpc) e il tempo di Hubble è 13,79 miliardi di anni.